# The Show (2017)
The Show ist ein US-amerikanisches satirisches Filmdrama. Regie führte der Schauspieler Giancarlo Esposito, das Drehbuch schrieben Kenny Yakkel und Noah Pink. Weltpremiere hatte der Film am 11. März 2017 beim South by Southwest Filmfestival.

## Produktion
Bereits 2011 erwähnte Giancarlo Esposito seine Vorarbeiten an dem Film. Für Esposito, der für seine Darstellung des Gustavo Fring in der Fernsehserie Breaking Bad bekannt ist, ist The Show nach Gospel Hill (2008) die zweite Produktion, an der er als Regisseur beteiligt war. Die Dreharbeiten fanden von November bis Dezember 2015 in und um Vancouver statt.
Der Film hatte am 11. März 2017 unter dem Titel This Is Your Death seine Premiere beim South by Southwest Filmfestival. Ab dem 15. September 2017 war der Film in den Vereinigten Staaten unter dem Titel The Show limitiert in ausgewählten Kinos zu sehen. Die Deutschlandpremiere fand am 8. September 2017 beim Fantasy Filmfest statt.

## Rezeption

### Kritik
Peter Debruge von Variety sieht den Versuch Espositos einen fernsehkritischen Fernsehfilm zu drehen als gescheitert an. Die Figuren seien für ihn eindimensional geschrieben und auch meist flach gespielt. Das Drehbuch beurteilte er an vielen Stellen als übermäßig direkt. Das Thema des Films sieht Debruge in vielen früheren Werken wie Series 7: Bist du bereit? oder Running Man besser umgesetzt. Von der Qualität von Paddy Chayefskys Filmsatire Network sieht Debruge The Show weit entfernt. Das Wortspiel des ursprünglichen Originaltitels This Is Your Death mit dem mit viel Respekt vor dem Teilnehmer inszenierten Realityformat This Is Your Life aus den 1950er Jahren fällt ihm positiv auf.

### Auszeichnungen
Bei den Leo Awards 2017 wurde der Film für den besten Ton, den besten Schnitt und die beste Kamera nominiert. Sarah Wayne Callies erhielt außerdem eine Nominierung als beste Nebendarstellerin.